# 王少岩
王少岩（1903年—1995年），男，云南腾冲人，中华人民共和国政治人物。第一、二、三、四、五、六届全国人大代表，第三、四届全国政协委员。

## 生平
1921年起，随父经营茂延记商号。1930年该商号改为茂恒商号后，任经理、董事长，经营进出口贸易，在缅甸、香港设有分号。抗日战争期间，任云茂纱厂董事长，云南省临时参议会参议员。1951年，加入中国民主建国会，任民建昆明市委会主委，民建第一、二届中央委员、第三届中央常委，云南省人民委员会副省长，云南省人大常委会副主任、省工商联主委。